# Zaliczynka (przystanek kolejowy)
Zaliczynka (biał. Залічынка, ros. Заличинка) – przystanek kolejowy w miejscowości Zaliczynka, w rejonie kliczewskim, w obwodzie mohylewskim, na Białorusi. Położony jest na linii Osipowicze – Mohylew.